# 김동헌 (축구 선수)
김동헌(金東憲, 1997년 3월 3일 ~ )는 대한민국의 축구 선수로 포지션은 골키퍼이며 현재 K리그2 인천 유나이티드 소속이다.